# Zingha gillesi
Zingha gillesi är en fjärilsart som beskrevs av Jacques Plantrou 1973. Zingha gillesi ingår i släktet Zingha och familjen praktfjärilar. Inga underarter finns listade i Catalogue of Life.